# أم التلافيف

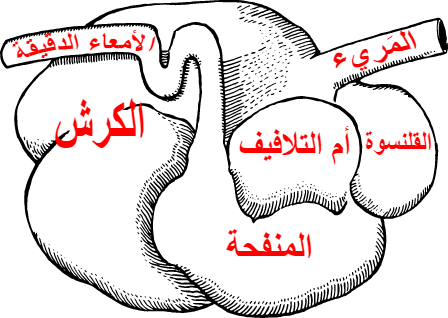
الجهاز الهضمي للمجترات:
1. الكرش،
2. قلنسوة،
3. أم التلافيف،
4. منفحة أو إنفحة

أم التلافيف أو ذات الطرائق أو الحِفْث أو الحِفْثَة أو البحثية هي الجزء الثالث من المعدة في المجترات. تأتي أم التلافيف بعد الكرش والقلنسوة وقبل المنفحة . تمتلك المجترات المختلفة هياكل ووظائف مختلفة بناءً على الطعام الذي تأكله وكيف تطورت من خلال التطور.

## تشريح

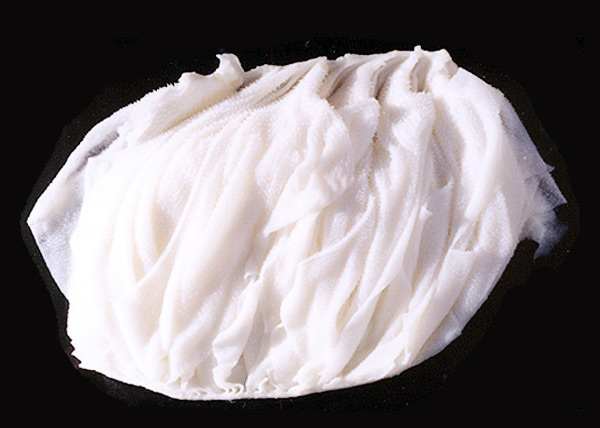
تلافيف أم التلافيف

يمكن العثور على أم التلافيف على الجانب الأيمن من الجزء من الكرش. تتلقى أم التلافيف الغذاء من القلنسوة عبر فتحة وتمرره إلى المنفحة. تلافيفها مصنوعة من طبقات عضلية رقيقة مغطاة بغشاء مخاطي غير غدي.

## استخدامات الطهي
- أم تلافيف مقطعة في طبق صيني اسمه "ديم سم"
- طبق تَيْلَندَي اسمه لارب يحوي أم التلافيف

## اسمها في اللغة العربية
البِحْثيَّة - بكسر الباء وإسكان الحاء -: الجزء الملاصق للكرش في الحيوان المأكول بمثابة الجزء منه، إلا أن نسيجها من الداخل يختلف عن نسيج الكرش . من أمثالهم في نجد: ((بحثية بقرة)) للشيء الذي يجمع أشياء كثيرة متناقضة، وذلك بأن البقرة قد تأكل أشياء كثيرة مختلفة من المواد الصلبة، مما لا تهضمه معدتها، فيبقى في بحثيها.
قال عبد المحسن الصالح :
الخثل : الشاب الكبير الجسم، البطيء الحركة